# 佐野川暢
佐野川 暢（さのがわ とおる、1954年2月5日 - ）は、日本のイラストレーター。山梨県身延町出身。活動名はToru Sanogawa。
次男は元野球選手の佐野川リョウ。

## 人物
身延町立身延小学校、静岡市立清水第二中学校、静岡県立清水南高等学校卒業。
1975年、日本大学経営学科在学時に月刊少年ジャンプ新人賞を受賞。「佐野川のぼる」のペンネームで漫画家としてデビュー。『ジュンゾウ』『すもう大将』の2作品を発表するが大学卒業時に漫画家を引退。
大学卒業後は子供服アパレル株式会社ホームタウンに入社。以後、20年以上子供服デザイナーとして活動。ホームタウン在籍中にセツ・モードセミナーの夜間部で水彩画とイラストを学ぶ。1997年独立。
2008年、iStockへの投稿がきっかけで海外からのイラストの依頼が増え、2009年以降は日本での活動を辞め海外の仕事のみに切り替える。
動物キャラクターを得意とし、世界各国のキャラクターグッズメーカーとの取引多数。

## 作品リスト

### 漫画
- ジュンゾウ（月刊少年ジャンプ）
- すもう大将（月刊少年ジャンプ1975年6月号読切）

### 絵本
- マンモスはどこ（ラカム）
- ねこの手もかりてみた（ラカム）

### キャラクター
- だちくま
- あふりかこぞう
- スリーブロス
- いないいないばあ（作画のみ）
- Taro&Tama（香港）
- Super Pug（アメリカ）
- American shorthair happy（アメリカ、オーストラリア）

## 影響
漫画家の安倍夜郎は、著書『なんちゃぁない話』の中で、当時デビューしたばかりの新人漫画家であった佐野川暢（当時は佐野川のぼる名義で活動していた）に対して、イラストや漫画を毎月送り、アドバイスを貰っていた時期があり、佐野川暢のことを「先生」と呼んでいたという話をしている。また、2003年に安倍夜郎が小学館新人コミック大賞を受賞した際には佐野川暢から手紙が届いたという話や、2010年に安倍夜郎が『深夜食堂』で小学館漫画賞を受賞した際には授賞式に佐野川暢を招待したというエピソードも掲載されている。